# Ecuador Fashion Week
La Semana de la Moda de Ecuador o en inglés conocida como Ecuador Fashion Week (EFW), es un evento anual de la semana de la moda celebrada en Guayaquil. El evento que promueve la industria de la moda, cuenta con la participación de diseñadores ecuatorianos e internacionales. Tras bastidores colabora un equipo de más de 200 personas entre modelos, maquilladores, fotógrafos, etc.